# Siward, Earl of Northumbria
Siward oder Sigurd (altenglisch Sigeweard, altnordisch Sigurðr digri, † 1055) war ein bedeutender Earl im nördlichen England des 11. Jahrhunderts. Der altnordische Beiname Digri und seine lateinische Übersetzung grossus (der Dicke) werden ihm bereits von fast zeitgenössischen Texten zugewiesen. Siward war wahrscheinlich skandinavischer Herkunft, möglicherweise ein Verwandter von Ulf Jarl, und trat während der Regierungszeit von Knut dem Großen (1016–1035) als regionaler Machthaber in England auf. Knut war ein skandinavischer Herrscher, der England in den 1010er Jahren eroberte, und Siward war einer der vielen Skandinavier, die nach dieser Eroberung nach England kamen. In der Folgezeit wurde Siward Unterherrscher im größten Teil Nordenglands. Spätestens ab 1033 hatte Siward die Kontrolle über das südliche Northumbria, also das heutige Yorkshire, und regierte als Earl im Auftrag Knuts.
Er festigte seine Position in Nordengland, indem er Ælfflæd, die Tochter von Ealdred, Earl of Bamburgh, heiratete. Nachdem er 1041 Ealdreds Nachfolger Eadwulf III. getötet hatte, erlangte Siward die Kontrolle über ganz Northumbria. Er setzte seine Macht zur Unterstützung der Nachfolger von Knut, der Könige Hardiknut und Eduard der Bekenner, ein und half ihnen mit Rat und lebenswichtiger militärischer Hilfe. Er gewann wahrscheinlich in den 1050er Jahren die Kontrolle über die mittelenglischen Grafschaften von Northampton und Huntingdon, und es gibt einige Belege, dass er seine Herrschaft Richtung Northumberland in Cumberland ausweitete. In den frühen 1050er Jahren wandte sich Earl Siward gegen den schottischen König Mac Bethad Mac Findlaich (Macbeth). Trotz des Todes seines Sohnes Osbjörn Bulax besiegte Siward Mac Bethad 1054 auf dem Feld. Mehr als ein halbes Jahrtausend später sicherte ihm sein Abenteuer in Schottland einen Platz in William Shakespeares Macbeth. Siward starb 1055 und hinterließ einen Sohn, Waltheof, der ihm schließlich in der Regierung Northumbrias folgte. Die St. Olave’s Church in York und das nahegelegene Heslington Hill (Siward’s Howe) werden mit ihm in Verbindung gebracht.

## Hintergrund
Siwards Karriere in Nordengland umfasste die Regierungszeit von vier verschiedenen Monarchen. Sie begann während der Regierung von Knut dem Großen, überstand die von Harald I. und Hardiknut und endete in den frühen Jahren von Eduard dem Bekenner. Am wichtigsten war die Regierungszeit Knuts, in der so viele neue Politiker an die Macht kamen, dass einige Historiker sie mit der normannischen Eroberung fünf Jahrzehnte später vergleichen. Diese "neuen Männer" waren Militärs, meist mit schwachen erblichen Verbindungen zum westsächsischen Königshaus, das Knut abgesetzt hatte. Da Knut neben England mehrere Königreiche in Skandinavien regierte, wurde die Macht auf höchster Ebene an solche starken Männer delegiert. In England fiel die Macht einer Handvoll neu beförderter "Ealdormen" oder "Earls" zu, die im Auftrag des Königs ein Shire oder eine Gruppe von Shires regierten. Siward war, in den Worten der Historikerin Robin Fleming, "der dritte Mann in Knuts neuem Triumvirat der Grafen", neben Godwin von Wessex und Leofwine von Mercia.
Nordengland war im 11. Jahrhundert eine gegenüber dem Rest des Landes völlig unterschiedliche Region. Das ehemalige Königreich von Northumbria erstreckte sich von den Flussmündungen des Humber und Mersey nach Norden zum Firth of Forth, wo es das westliche Königreich Strathclyde und das Königreich Alba in Schottland berührte. Northumbria war mit dem westsächsischen englischen Königreich nur in den 950er Jahren durch König Eadred vereinigt worden, die nachfolgende Kontrolle wurde durch die mindestens zwei Ealdormen, einem im nördlich und einem im südlich des Tees  ausgeübt. Ersteres ist mit der Festung Bamburgh verbunden, letzteres mit der großen römischen Stadt York. Es war politisch eine zersplitterte Region. Der westliche Teil, von Lancashire bis Cumberland war vor allem von Gälen und Nordmännern bewohnt, im Rest Northumberlands herrschten regionale angelsächsische und anglo-skandinavische Magnaten – Thane, Haulds und High-reeves – relativ unabhängig von den Ealdormen. Ein solches Beispiel war der Magnat Thurbrand, ein Hauld in Yorkshire, wahrscheinlich mit Hauptsitz in Holderness, dessen Familie häufig mit den herrschenden Grafen bei Bamburgh uneins war.

## Vorfahren
Historiker behaupten im Allgemeinen, dass Siward skandinavischen Ursprungs sei, eine Schlussfolgerung, die von der Vita Ædwardi Regis unterstützt wird, die besagt, dass Siward in der dänischen Sprache Digri genannt wurde (Danica lingua Digara). Legendenhaftes Material, das in der Vita et passio Waldevi-Komitis (oder einfach Vita Waldevi) enthalten ist, die hagiografische Lebensbeschreibung von Siwards Sohn Waltheof sagt, dass Siward der Sohn eines skandinavischen Grafen namens Björn sei und liefert eine Genealogie, die behauptet, dass er der Nachkomme eines Eisbären gewesen sei – ein Gemeinplatz germanischer Folklore.
"Die Geschichten der Alten berichten uns, dass Ursus (ein gewisser Adliger, den der Herr im Gegensatz zu dem, was normalerweise bei der Zeugung von Menschen geschieht, aus einem weißen Bären als Vater und einer Adligen als Mutter zu schaffen erlaubte) Spratlingus zeugte, Spratlingus zeugte Ulfius und Ulfius zeugte Beorn, der den Beinamen Beresune trug, das heißt „Bärensohn“. Dieser Beorn war von Herkunft dänisch, ein angesehener Graf und berühmter Soldat. Als Zeichen, dass er aufgrund eines Teils seiner Abstammung einer anderen Spezies angehörte, hatte ihm die Natur die Ohren der Linie seines Vaters gegeben, nämlich die eines Bären. In allen anderen Merkmalen war er von der Erscheinung seiner Mutter. Und nach vielen männlichen Taten und militärischen Abenteuern zeugte er einen Sohn, einen bewährten Nachahmer der Stärke und des militärischen Könnens seines Vaters. Sein Name war Siward mit dem Beinamen "Diere", das heißt „der Dicke“.
Der Historiker Timothy Bolton hat argumentiert, dass die Ähnlichkeiten zwischen diesen Genealogien ein Beweis für eine gemeinsame Familientradition zwischen den Nachkommen von Siward und Thorgil Sprakling sind. Bolton stellte die Hypothese auf, dass Siwards angeblicher Vater Björn wahrscheinlich eine historische Figur war, ein Bruder von Thorgil Sprakling. Siward wäre dann der Vetter von Ulf Jarl gewesen, dem Jarl von Dänemark, der Knuts Schwester Estrith heiratete und die Dynastie der dänischen Monarchen gründete, die schließlich die Nachfolge von Knut antrat. Bolton argumentierte, dass die Familie Sprakling erst kurz zuvor in Skandinavien an Bedeutung gewonnen habe, und so sei Siwards Karriere in England ein weiterer Hinweis auf den Erfolg dieser Familie in der skandinavischen Politik.
Die Vita Waldevi liefert weitere legendäre Details von Siwards Reise von Skandinavien nach England. Laut der Vita reiste Siward nach Orkney und tötete dort einen Drachen, bevor er nach Northumbria weiterzog. Dort begegnete er einem anderen Drachen, bevor er einen Odin ähnlichen alten Mann auf einem Hügel traf, der ihm ein Rabenbanner gab und ihn anwies, nach London zu gehen und die Schirmherrschaft des Königs von England zu erhalten.

## Karriere unter Knut, Harald und Hardiknut
Das genaue Datum und der genaue Kontext von Siwards Ankunft in England sind unbekannt, obwohl die Vita Waldevi einen legendären Bericht bietet, in dem König Eduard der Bekenner und seine Frau Edith von Wessex, die Tochter Earl Godwins erwähnt werden, sowie ein nachgewiesener Magnat namens Tostig - aber nicht Tostig Godwinson, der während dieser Zeit aktiv war. Da Eduard der Bekenner erst 1042 König wurde, Siward aber bereits deutlich früher belegt ist, gilt diese Geschichte, wie andere in der Vita Waldevi auch, als Phantasieprodukt:
„Nach einer kurzen Unterhaltung nahm der König (Eduard der Bekenner) ihn in seinen Dienst und versprach ihm die erste würdige Position, die in seinem Reich vakant werde. Danach verabschiedete sich Siward, und er und seine Männer machten sich auf den Weg zurück nach London. Auf der Brücke unweit des Klosters (Westminster Abbey) lernte er den gebürtigen Dänen Tosti, Earl of Huntingdon, kennen, den der König hasste, weil er Earl Godwins Tochter, die Schwester der Königin (Edith von Wessex), geheiratet hatte. Der Graf überquerte die Fußgängerbrücke so nahe bei Siward, dass er seinen Mantel mit seinen schmutzigen Füßen beschmutzte; denn damals war es Mode, einen Mantel ohne Kordel zu tragen, um ihn hochzuhalten. Dann schoss Blut zu seinem Herzen; dennoch hielt er sich davon ab, sich an Ort und Stelle zu rächen, denn die Schande wurde ihm von jemandem auferlegt, der auf dem Weg zum Königssaal war. Aber er blieb mit seinen Männern an derselben Brücke stehen, bis Tosti vom König zurückkam; dann zog er sein Schwert, schlug Tosti den Kopf ab und ging mit ihm unter seinem Mantel zurück in die Königshalle. Hier bat er gemäß seinem Versprechen, ihm die Grafschaft von Huntingdon zu geben. Aber da der Graf ihn gerade verlassen hatte, dachte der König, er scherze nur. Dann erzählte Siward seine Tat und warf als sicherer Beweis den Kopf vor die Füße des Königs. Der König hielt daraufhin sein Versprechen und proklamierte ihn sofort zum Grafen von Huntingdon;... Einige Tage später begannen die Nordmänner, das Reich anzugreifen. Der König war nun in einem Zustand der Unsicherheit und überlegte mit den großen Männern seines Reiches, welche Mittel angewandt sollte; und sie überschrieben einstimmig Northumberland, Cumberland und Westmoreland Earl Siward, und der König belehnte ihn mit dem Earldom über sie.“
Dokumente aus den Jahren 1019, 1024, 1032, 1033 und 1035 erwähnen einen Si[ge]ward Minister oder den „Thegn Siward“, aber es ist unmöglich, einen dieser Namen sicher mit dem Mann zu identifizieren, der Earl of Northumbria wurde. Der früheste sichere zeitgenössische Erwähnung Siwards ist eine Urkunde König Knuts an Ælfric Puttoc, Erzbischof von York, aus dem Jahr 1033 In dieser Urkunde kann Siward identifiziert werden, da er als "Dux" bezeichnet wird.
Obwohl deutlich ist, dass Siward 1033 Earl war, könnte er die Position auch früher erreicht haben. Sein Vorgänger Eric av Hlathir erschien zuletzt in den historischen Quellen 1023, eine zehnjährige Lücke lassend, während der Siward seine Position eingenommen haben könnte. Obwohl Wilhelm von Malmesbury behauptete, Erik sei nach Skandinavien zurückgedrängt worden, hielt die skandinavische Tradition fest, dass er in England starb. Der Historiker William Kapelle glaubte, dass Erik in oder bald nach 1023 nicht mehr Graf war, und dass Carl, der Sohn von Thurbrand the Hold, zum Hauld oder High-Reeve (heahgerefa) für den König in Yorkshire ernannt wurde. Carl behielt diese Position, so wurde argumentiert, auch nachdem Siward einige Jahre später zum Grafen ernannt worden war. Von da an war er jedoch eher ein Stellvertreter des Grafen als des Königs. Richard A. Fletcher blieb in dem Punkt skeptisch, obwohl er argumentierte, dass Erik bis 1028 gestorben sein muss. Obwohl Timothy Bolton Kapelles Argument in Bezug auf Carl, zurückwies, glaubte er, dass Erik um 1023 starb und dass die Grafschaft ein Zeitlang vakant geblieben sein kann. Bolton argumentierte, dass Knut die Grafschaft von Northumbria leer ließ und es scheint, dass er ihr bis in die letzten Jahre seiner Regierung wenig Aufmerksamkeit geschenkt habe, so dass Ealdred II. von Bamburgh, ein anderer Sohn von Uhtred, im politischen Vakuum an die Macht kam.
Als Knut 1035 starb, gab es mehrere rivalisierende Anwärter auf den Thron, darunter seinen Sohn Hardiknut, Harold Harefoot, sowie Alfred Ætheling und Edward, die exilierten Söhne von Æthelred the Unready. Der in Skandinavien isolierte Hardiknut konnte Harold Harefoot nicht davon abhalten, die Krone für sich zu erobern, der England ab 1035 regierte und 1040 in dem Moment starb, als Hardiknut eine Invasion vorbereitete. Als er kurz nach Harolds Tod ankam, regierte Harthacnut nur zwei Jahre bis zu seinem eigenen Tod im Jahr 1042 in England. Dieser Tod führte zum friedlichen Übergang auf Edward. Frank Barlow spekulierte über Siwards politische Haltung und vermutete, dass Siward während dieser Umwälzungen "eine Position wohlwollender oder vorsichtiger Neutralität einnahm.
Siward wird im Jahre 1038 als Sywardus Comes (Graf Siward) als Zeuge einer Urkunde von König Hardiknut zur Abtei St Edmund erwähnt. Er war Zeuge einer Bestätigung, die Hadiknut der Abtei Fécamp 1040 und 1042 zu einer früheren von Knut gewährten Bewilligung gab. Im Jahr 1042 bezeugte er Zuwendungen Hardiknuts an die Abingdon Abbey und Bischof Ælfwine von Winchester.
Siward war verheiratet mit Ælfflæd, Tochter von Ealdred II. von Bamburgh und Enkelin von Earl Uhtred von Northumbria. Die Angelsächsische Chronik behauptet, dass 1041 Eadulf III. von Bernicia, Earl of Bamburgh, von König Hardiknut "verraten" wurde. Der "Verrat" scheint von Siward begangen worden zu sein, denn wenn der Libellus de exordio und andere Quellen über dasselbe Ereignis schreiben, sagen sie, dass Siward Eadulf angriff und tötete. So wurde Siward Graf von ganz Northumbria, vielleicht die erste Person seit Uhtred. Es ist möglich, dass Siward Ælfflæds Abstammung benutzte, um die Grafschaft Bamburgh für sich zu beanspruchen, obwohl unklar ist, ob die Heirat vor oder nach dem Tod von Eadulf durch Siward stattfand. Kapelle hat darauf hingewiesen, dass kein Herrscher von Bamburgh nach Uhtred am englischen Königshof bezeugt ist, was seiner Auffassung nach "bedeuten muss", dass sie gegen die Monarchie "im Aufstand waren", und dass Siwards Angriff daher von einem Monarchen ermutigt worden sein könnte, der einen rebellischen oder illoyalen Vasallen vernichten wollte. Siward verfolgte dabei vermutlich auch eigene Interessen. Der Tod Eadulfs beseitigte seinen Hauptkonkurrenten im Norden, und die Ehe verband ihn mit der Familie von Uhtred und mit dessen überlebenden Sohn Gospatric.
Möglicherweise besteht auch ein Zusammenhang zwischen dem Mord an Eadulf und Ereignissen weiter südlich. Für das gleiche Jahr erzählt die Chronik des Johannes von Worcester, dass wegen eines Angriffs auf zwei von Hardiknuts Steuereintreibern dort Siward an einer Repressalie gegen die Stadt und das Kloster von Worcester teilnahm. Hardiknut regierte noch ein Jahr und starb am 8. Juni 1042. Im folgte der exilierte englische ætheling Edward. Als ein ætheling, ein königlicher Prinz mit einem gegenwärtigen oder wahrscheinlichen zukünftigen Anspruch auf den Thron, scheint Edward 1041 von Hardiknut eingeladen worden zu sein, um den bevorstehenden Thronwechsel zu glätten. Edward wurde Ostern 1043, also am 3. April, zum König gekrönt.

## England unter Eduard dem Bekenner
Die Beziehungen zwischen Siward und König Edward scheinen gut gewesen zu sein. Weder Siward noch irgendwelche Verbündete von Siward wurden in späteren Jahren von Edward bestraft. Tatsächlich scheint Siward einer von Edwards mächtigsten Unterstützern gewesen zu sein. Am 16. November 1043 zog Siward, zusammen mit den Earls Godwin von Wessex und Leofric von Mercia, sowie König Edward gegen dessen Mutter Emma von der Normandie, und halfen dem König die Königin ihrer riesigen Schatzkammer zu berauben. Edward beschuldigte dann Emma des Hochverrats und setzte Stigand, Bischof von Elmham, ab, "weil er den Beratern seiner Mutter am nächsten stand".
Der normannische Propagandist und Historiker, Wilhelm von Poitiers, behauptete, dass Siward zu denen gehörte, die einen Eid geschworen hatten, um die angebliche Erklärung von Edward aufrechtzuerhalten, dass Wilhelm, Herzog der Normandie, sein Erbe sei. Andere, die diesen Eid abgelegt haben sollen, waren die Earls Godwin von Wessex und Leofric of Mercia, sowie Stigand, der 1044 begnadigt und 1047 zum Bischof von Winchester erhoben worden war. Falls dies geschah, war es wahrscheinlich während oder kurz vor dem Frühling 1051, als Robert von Jumièges, Erzbischof von Canterbury, für sein Pallium nach Rom reiste.
1051 mobilisierte Siward zusammen mit den Earls Leofric und Ralph the Timid Kräfte zur Verteidigung des Königs gegen einen Aufstand von Earl Godwin und dessen Söhnen. Die Angelsächsische Chronik berichtet, dass Siward zwar Verstärkung anfordern musste, König Edward jedoch Erfolg hatte und Earl Godwin vorübergehend ins Exil geschickt wurde. Earl Godwin blieb auch im Exil eine Bedrohung, und die fortgesetzte "kriegerische Unterstützung" von Siward und Leofric war daher für die Sicherheit von König Edward von entscheidender Bedeutung. Es war jedoch anscheinend die Zurückhaltung dieser beiden Grafen, Earl Godwin zu bekämpfen, die zur Wiedereinsetzung Godwins in England im Jahr 1052 beitrug.
Es gibt Hinweise darauf, dass Siward seine Macht nach Süden ausdehnte und das Shire von Northampton in den 1040er Jahren und das Shire von Huntingdon in den 1050er Jahren unter seine Kontrolle brachte. Der Beweis stammt aus königlichen Writs, die an Siward als Graf in diesen Grafschaften gerichtet sind. Siwards Vorgänger als Grafen in diesen Gebieten waren andere Skandinavier, Thuri und Björn, der Sohn von Ulf Jarl; ersterer wurde als "Earl of the Midlanders" ("Comes Mediterraneorum") bezeichnet, was zeigt, dass diese Grafschaft das frühere Gemeinwesen der Mittelangeln von Mercia darstellte. Es war dieses Gebiet und nicht Northumbria, dem Siwards Nachkommen am meisten verbunden waren.
Ebenso wurde argumentiert, dass Siward Cumberland, dass nach einigen Historiker an Strathclyde verloren gegangen war, zurück unter der nordumbrischen Herrschaft gebracht hat. Der Beweis stammt aus einem Dokument, dass Historiker als "Gospatric's Writ" kennen., eine schriftliche Anweisung, die entweder von Gospatric, zukünftigen Earl of Northumbria, oder Gospatric, Sohn von Earl Uhtred erteilt wurde und an alle Kindreds von Gospatric und an die Würdenträger gerichtet war, die in "allen Ländern, die Cumbrian waren" (on eallun þam landann þeo Cōmbres) wohnten; sie befahl, dass ein Thorfinn mac Thore in allen Dingen frei sein soll (þ Thorfynn mac Thore beo swa freo in eallan ðynges), und dass niemand den Frieden brechen solle, der von Gospatric und Earl Siward gegeben wurde. Historiker wie Charles Phythian-Adams glaubten, dass eine solche Ausdrucksweise darauf hindeutete, dass Siward die Region von seinen früheren Herrschern eroberte, während andere, wie William Kapelle, glaubten, dass die Region – wer immer sie verloren hatte – vor Siwards Zeit zurück unter englische Oberheit kam.
Ein wenig kann über die Beziehungen von Siward zur nordumbrischen Kirche gesagt werden, besonders bezüglich seiner Beziehungen zum Bischof von Durham. Infolge von Siwards Ehe mit Ælfflæd kam Siward in den Besitz einer Gruppe von Gütern in Teesside, die von Bischöfen von Durham beansprucht wurden. Der Erwerb dieser Güter könnte Widerstand vom Bischof von Durham erzeugt haben, aber der Amtsinhaber Æthelric war durch den Klerus von Durham 1045 oder 1046 vertrieben worden und konnte, gemäß dem Libellus de Exordio, nur zurückkehren, indem er Siward bestach. Nach Angaben des Libellus waren die Geistlichen "erschrocken und überwältigt von der furchtbaren Macht des Grafen" und "gezwungen, sich mit dem Bischof zu versöhnen und ihn auf seinem Bischofssitz zu lassen". Trotzdem entging Siward in den Schriften späterer Durham-Mönche der Kritik, was darauf hindeutet, dass die Beziehungen zwischen Siward und Durham im Allgemeinen wahrscheinlich gut waren.
Siward ist Zeuge zahlreicher Urkunden während Edwards Regierungszeit, wenn auch nicht so vieler wie die Godwinsons; Siward ist üblicherweise dritter in der Liste der Grafen, hinter Godwin und Leofric, aber vor Godwins Söhnen und den anderen Earls. Er bezeugte von mindestens sieben, möglicherweise neun noch bestehenden Urkunden im Jahr 1044, sechs oder sieben im Jahr 1045, zwei im Jahr 1046, einer im Jahr 1048 und einer im Jahr 1049. Ein Dux ("earl") namens Sihroþ and Sihroð bezeugte 1050 zwei Urkunden, bei dem es sich um Siward handeln könnte. Es gibt einen weiteren Belege aus dem Jahr 1050, und sein Name erscheint in zwei zweifelhaften Zeugenlisten, die Urkunden aus den Jahren 1052 und 1054 beigefügt sind. Möglicherweise ist Siwards letzter historischer Auftritt in englischen juristischen Dokumenten in der Vereinbarung enthalten – wahrscheinlich in Lincoln (Lincolnshire) – zwischen Wulfwig, Bischof von Dorchester, und Earl Leofric, Datierung zwischen 1053 und 1055.

## Feldzug gegen die Schotten
"Um diese Zeit schickte Siward, der mächtige Graf von Northumbria, fast ein Riese von Größe, geistig und körperlich sehr stark, seinen Sohn, um Schottland zu erobern. Als sie zurückkamen und seinem Vater berichteten, dass er im Kampf getötet worden war, fragte er: "Hat er seine tödliche Wunde an der Vorder- oder Rückseite seines Körpers bekommen?" Die Boten sagten: „Auf der Vorderseite“. Dann sagte er: 'Das freut mich sehr, denn ich halte keinen anderen Tod für würdig für mich oder meinen Sohn.' Dann machte sich Siward auf den Weg nach Schottland und besiegte den König in der Schlacht, zerstörte das ganze Reich und unterwarf es sich selbst, nachdem er es zerstört hatte."
Siward ist vielleicht am bekanntesten für seine Expedition 1054 gegen Mac Bethad (Macbeth), König von Schottland, eine Expedition, die Siward seinen ältesten Sohn Osbjörn Bulax kostete. Der Ursprung von Siwards Konflikt mit den Schotten ist unklar. Gemäß „Libellus de Exordio“, 1039 oder 1040, griff der schottische König Donnchad mac Crínáin das nördliche Northumbria an und belagerte Durham. Innerhalb eines Jahres hatte Mac Bethad Donnchad abgesetzt und getötet. Die gescheiterte Belagerung ereignete sich ein Jahr, bevor Siward Earl Eadulf von Bamburgh angriff und tötete, und obwohl keine Verbindung zwischen den beiden Ereignissen deutlich wird, ist es wahrscheinlich, dass sie miteinander im Zusammenhang stehen.
Die „Annalen von Lindisfarne und Durham“, geschrieben im frühen 12. Jahrhundert, berichten unter dem Jahr 1046, dass "Graf Siward mit einer großen Armee nach Schottland kam, und König Mac Bethad vertrieb, und einen anderen ernannte; aber nach seiner Abreise erlangte Mac Bethad sein Königreich zurück." Der Historiker William Kapelle dachte, dass dies ein echtes Ereignis der 1040er Jahre war, verbunden mit einem Eintrag in den „Annalen von Tigernach“ für 1045, der einen "Kampf zwischen Schotten" meldete, der zum Tod von Crínán von Dunkeld führte, dem Vater Donnchads. Kapelle glaubte, dass Siward versucht hatte, Crínáns Sohn und Donnchads Bruder Maldred auf den schottischen Thron zu setzen. Ein anderer Historiker, Alex Woolf, argumentierte, dass der Eintrag in den „Annalen von Lindisfarne und Durham“ sich wahrscheinlich auf die Invasion von Siward im Jahr 1054 bezog, aber falsch auf 1046 datiert wurde.
Während der Invasion von 1054 wurde irgendwo in Schottland nördlich des Firth of Forth eine Schlacht ausgetragen, die als "Schlacht der Siebenschläfer" oder "Schlacht von Dunsinane" bekannt ist. Die Überlieferung, dass die Schlacht tatsächlich in Dunsinane Hill stattfand, hat seinen Ursprung in der späteren mittelalterlichen Legende. Die früheste Erwähnung von Dunsinane als Ort der Schlacht findet sich im frühen 15. Jahrhundert bei Andrew Wyntoun. Die erste zeitgenössische Erwähnung der Schlacht findet sich in der Angelsächsischen Chronik:
Her ferde Siward eolr mid miclum here on Scotland, ægðer ge mid scyphere 7 mid landfyrde, 7 feaht wið Scottas, 7 aflymde þone kyng Macbeoðen, 7 ofsloh eall þæt þær betst wæs on þam lande, 7 lædde þonan micele herehuðe swilce nan man ær ne begeat,
ac his sunu Osbarn, 7 his sweostor suna Sihward, 7 of his huscarlum 7 eac þæs cynges wurdon þær ofslægene on þone dæg Septem Dormientium.
„Zu dieser Zeit ging Graf Siward mit einer großen Armee nach Schottland, sowohl mit Flotte als auch mit Landstreitkräften; und kämpfte gegen die Schotten und schlug den König Mac Bethad in die Flucht und töteten alle Besten im Land und brachten von dort viel Kriegsbeute, wie es noch kein Mensch zuvor erlangt hatte;“
„Und am Siebenschläfertag (27. Juli) wurden sein Sohn Osbjörn und der Sohn seiner Schwester Siward und einige seiner Huscarl (Leibwache) und auch des Königs getötet.“
Johannes von Worcester, der eine verwandte Version der angelsächsischen Chronik benutzte, fügt hinzu, dass Normannen mit Namen Osbern Pentecost und Hugh, die sich Mac Bethad früher angeschlossen hatte, nachdem er aus England geflohen war, in der Schlacht getötet wurden.
Die Schlacht wird auch in irischen Chroniken erwähnt, kurz in den Annalen von Tigernach, ausführlicher in den Annalen von Ulster:
Cath eter firu Alban & Saxanu i torchradur tri mile do Feraib Alban & mile co leth do Shaxanaib im Dolfinn m. Finntuir. 
„Eine Schlacht [wurde geschlagen] zwischen den Männern von Schottland und den Engländern; und in ihr fielen 3000 Männer von Schottland und 1500 Engländer, darunter Dolfin, Finnturs Sohn.“
Dolfin ist nicht identifiziert, kann aber ein Verwandter von Mac Bethads Feind Crínán von Dunkeld gewesen sein, auf der Grundlage, dass einige von Crínáns Nachkommen diesen Namen getragen haben könnten.
Der Zweck von Siwards Invasion ist unklar, aber er kann mit der Identität des "Máel Coluim" (Malcolm) zusammenhängen, der in den Quellen erwähnt wird. Die Johannes von Worcester zugeschriebene Chronik des frühen 12. Jahrhunderts meldet, wahrscheinlich unter Verwendung einer früheren Quelle, dass Siward Mac Bethad besiegte und "Máel Coluim, Sohn des Königs der Cumbrier", zu einem König machte ( Malcolmum, regis Cumbrorum filium, ut rex jusserat, regem constituit). Die Identität Máel Coluims und die Gründe für Siwards Hilfe sind umstritten. Die traditionelle historische Interpretation war, dass "Máel Coluim" identisch ist mit Máel Coluim mac Donnchada, heute als Malcolm III. oder Malcolm Canmore bekannt, und dass Siward versuchte, Mac Bethad zu dessen Gunsten zu verdrängen.
Diese traditionelle historische Interpretation leitet sich aus der Chronik ab, die dem schottischen Chronisten John Fordun aus dem 14. Jahrhundert sowie früheren Quellen wie Wilhelm von Malmesbury zugeschrieben wird. Letzterer berichtet, dass Mac Bethad in der Schlacht von Siward getötet wurde, aber es ist bekannt, dass Mac Bethad Siward um zwei Jahre überlebte. Archie Duncan argumentierte im Jahr 2002, dass spätere Autoren unter Verwendung des Eintrags in der "Angelsächsische Chronik" Máel Coluims "Sohn des Königs der Cumbrianer" mit dem späteren schottischen König gleichen Namens ohne Absicht falsch identifizierten. Duncans Argument wird von mehreren späteren Historikern unterstützt, die sich auf die Epoche spezialisiert hatten, wie Richard Oram, Dauvit Broun und Alex Woolf. Es wurde auch vermutet, dass Máel Coluim ein Sohn des britischen Königs von Strathclyde, Owain Foel, sei, vielleicht von einer Tochter von Máel Coluim II., König von Schottland.
Duncan ist der Ansicht, dass die Schlacht der Siebenschläfer nicht unmittelbar zu einem Machtwechsel im Königreich Schottland geführt hat. Es wurde vermutet, dass die Hauptfolge von Siwards Expedition nicht der Sturz von Mac Bethad war, sondern die Übergabe von britischem Territorium – vielleicht zuvor unter schottischer Oberhoheit – an die nordumbrische Oberherrschaft. Alex Woolf hat postuliert, dass Máel Coluim in einem solchen Kontext ein unzufriedener Cumbrianischer Prinz gewesen sein könnte, der gezwungen war, sich "unter englischen Schutz zu stellen". Belege für die nordumbrische Kontrolle von Strathclyde in dieser Periode sind nordumbrisches Mauerwerk aus dem 11. Jahrhundert, das an der Stelle der Kathedrale von Glasgow gefunden wurde, sowie Behauptungen des Erzbistums York aus dem frühen 12. Jahrhundert, dass Erzbischof Cynesige (1051–1060) zwei Bischöfe von Glasgow geweiht habe.

## Tod und Vermächtnis
„Siward, der unerschütterliche Graf, der von Ruhr heimgesucht wurde, fühlte, dass der Tod nahe war, und sagte: ‚Wie beschämend ist es, dass ich, der nicht in so vielen Schlachten sterben konnte, für den schändlichen Tod [nach Art] einer Kuh gerettet worden sein sollte! Kleide mich wenigstens in meinen undurchdringlichen Brustpanzer, gürte mich mit meinem Schwert, setze meinen Helm auf meinen Kopf, meinen Schild in meine linke Hand, meine vergoldete Streitaxt in meine rechte, damit ich, der tapferste Soldat, wie ein Soldat sterbe.‘ Er sprach und bewaffnet, wie er es verlangt hatte, gab er seinen Geist mit Ehre auf.“ (Eine Beschreibung von Siwards Tod nach der Historia Anglorum des Heinrich von Huntingdon)
Heinrich von Huntingdon, der Geschichtsschreiber des 12. Jahrhunderts, berichtet in seiner Historia Anglorum, dass, als Siward von Ruhr befallen wurde, fürchtete, „wie eine Kuh“ zu sterben, und da er lieber wie ein Soldat sterben wollte, zog er sich eine Rüstung an und nahm eine Axt und einen Schild zur Hand. Auf diese Weise geadelt, starb Siward. Diese Anekdote ist von zweifelhafter Historizität, und es wird angenommen, dass sie von der Warl Siward gewidmeten Saga abgeleitet ist, die jetzt verloren ist. Die Vita Ædwardi Regis erklärt, dass Siward in York starb und im "Kloster von St. Olaf" in Galmanho begraben wurde, eine Behauptung, die durch die Angelsächsische Chronik, Johannes von Worcesters das Historia Regum bestätigt wird.
Material aus zwei erhaltenen Quellen wird von manchen als Zeugnis für die Existenz einer verlorenen Saga oder einer anderen literarischen Tradition über Siwards Leben angesehen. Die erste Quelle ist die Vita et Passio Waldevi, eine hagiographische Geschichte eine hagiographische Geschichte von Siwards kultisch inspiriertem Sohn Waltheof. Dieser Text enthält einen Bericht über Waltheofs Herkunft väterlicherseits und erzählt dabei von bestimmten Abenteuern seines Vaters Siward. Das zweite bedeutende Zeugnis dieser Tradition ist Heinrich von Huntingdons "Historia Anglorum", die Auszüge aus sagaähnlichem Material enthält, das sich auf Siwards Invasion in Schottland (1054) und seinen Tod (1055) bezieht. Der Anglo-Saxonist Frank Merry Stenton erklärte, dass Siward "kein Staatsmann, aber ein dänischer Krieger des primitiven Typs" war. Schriftsteller aus dem halben Jahrhundert nach seinem Tod erinnerten sich an Siward als starken Herrscher, der Frieden brachte und Räuber unterdrückte.
Siward starb mehr als ein Jahrzehnt vor Eduard dem Bekenner, dennoch verzeichnet das Domesday Book vier Landgüter, drei in Yorkshire und eines in Derbyshire, die Earl Siward 1066 direkt gehörten und später im Besitz von Hugh d’Avranches, 1. Earl of Chester waren. Der Wert dieser Güter wird mit £ 212 angegeben, während sein Sohn Waltheof Land im Wert von £ 136 in neun Counties besaß. Die Domesday-Aufzeichnungen geben aber ein unvollständiges Bild von Siwards Besitz. Insgesamt verzeichnen sie ein Vermögen für Siward und seinen Sohn im Wert von £ 348, das sich schlecht mit dem Wert von £ 2493 verträgt, das die Familie der Earls of Mercia besaß. Von letzteren besaß Morcar von Mercia, Earl of Northumbria am Tag des Todes von König Edward, Land im Wert von £ 968, während Tostig, zu dieser Zeit exilierter Graf, Land im Wert von £ 491 hatte; beide sind möglicherweise in den Besitz von Siwards Land gelangt, als sie Earls of Northumbria wurden. Zudem wurden die Grafschaften, die Durham, Northumberland, Cumberland und Westmorland werden würden, größtenteils von der Erhebung ausgeschlossen, während Ländereien in Yorkshire nicht nur sehr schlecht dokumentiert, sondern während des Harrying of the North schwer verwüstet und dadurch abgewertet worden waren.
Siward soll in Galmanho, York, eine Kirche gebaut haben, die dem heiligen Olaf gewidmet ist. Die Aufzeichnung seiner Beerdigung in dieser Kirche ist die einzige Meldung über eine nichtkönigliche Laienbestattung in einer Kirche im vornormannischen England. Siward's Howe, heute, Heslington Hill bei York, wurde höchstwahrscheinlich nach Earl Siward benannt, obwohl Siward dort wahrscheinlich eher Gerichtstage abhielt, als dass es seine Begräbnisstätte war.
Von einem Sohn Siwards ist bekannt, dass er ihn überlebt hat, Waltheof, dessen Mutter Ælfflæd war. Waltheof wurde später ein Earl in den East Midlands, bevor er Earl of Northumbria wurde. Als Waltheof sich jedoch gegen Wilhelm den Eroberer auflehnte, führte dies zu seiner Hinrichtung und seiner anschließenden Verehrung als Heiliger in der Croyland Abbey. Waltheofs Tochter heiratete David I. von Schottland, wodurch Siward Vorfahre der späteren schottischen und britischen Monarchen wurde.
Es ist bekannt, dass Siward außer mit Ælfflæd mit einer Frau namens Godgifu verheiratet war, die vor Siward starb. Die Ehe ist von einer Schenkung bekannt, bei der sie der Peterborough Abbey Land um Stamford, Lincolnshire übertrug. Obwohl keine überlebenden Kinder bezeugt sind und keine Quelle den Namen von Osbjörns Mutter angibt, hat diese Ehe dennoch die Möglichkeit eröffnet, dass Waltheof und Osbjorn von verschiedenen Müttern geboren wurden, und William Kapelle schlug vor, dass Siward ursprünglich beabsichtigte, Osbjörns das südliche Territorium zu vererben, während Waltheof jene Gebiete im Norden bekommen sollte, die mit der Familie seiner Mutter Ælfflæd verbunden waren.

### Primärquellen
- The Anglo-Saxon Chronicle (wikisource)
- The Annals of Ulster, AD 431–1201, CELT: Corpus of Electronic Texts (abgerufen am 13. Mai 2019)
- Alan Orr Anderson (Hrsg., 1922), Early Sources of Scottish History A.D. 500 to 1286 (2 Bände), Edinburgh: Oliver and Boyd
- Alan Orr Anderson (Hrsg.,1908), Scottish Annals from English Chroniclers A.D. 500 to 1286 (1991 durgesehene und korrigierte Ausgabe), Stamford: Paul Watkins, ISBN 978-1-871615-45-6
- Frank Barlow (Hrsg., 1992), The Life of King Edward who Rests at Westminster attributed to a monk of Saint-Bertin (2. Ausgabe), Oxford: Clarendon Press, ISBN 978-0-19-820203-5
- Marjorie Chibnall (1990), The Ecclesiastical History of Orderic Vitalis; Band 2, Buch 3 und 4, Oxford Medieval Texts, Oxford: Oxford University Press, ISBN 978-0-19-820220-2
- Reginald R. Darlington; Patrick McGurk (Hrsg., 1995), The Chronicle of John of Worcester. Volume II, The Annals from 450 To 1066, Oxford Medieval Texts, Oxford: Clarendon Press, ISBN 978-0-19-822261-3
- Diana Greenway (Hrsg., 2002), Henry of Huntingdon: The History of the English People 1000–1154/ Translated from the Latin with an Introduction and Notes, Oxford World Classics, Oxford: Oxford University Press, ISBN 978-0-19-284075-2
- Diana Greenway (Hrsg., 1996), Historia Anglorum: The History of the English People / Henry, Archdeacon of Huntingdon, Oxford: Clarendon Press, ISBN 978-0-19-822224-8
- Florence E. Harmer (Hrsg., 1952), Anglo-Saxon Writs, The Ward Bequest, Manchester: Manchester University Press, ISBN 978-0-86054-097-7
- Charles Johnson (Hrsg., 1990), Hugh the Chanter: The History of the Church of York, 1066–1127, Oxford Medieval Texts, Oxford: Clarendon Press, ISBN 978-0-19-822213-2
- Francisque Michel (Hrsg., 1836), Chroniques Anglo-Normandes: recueil d'extraits et d'écrits relatifs à l'histoire de Normandie et d'Angleterre pendant les XIe et XIIe siècles, Band 2, Rouen 1836
- Peter Andreas Munch, Alexander Goss (Hrsg., 1988), Chronica regum Manniae et Insularum: The Chronicle of Man and the Sudreys from the Manuscript Codex in the British Museum, with Historical Notes (durchgesehene Ausgabe), Douglas: Manx Society
- David Rollason (Hrsg., 2000), Libellus de exordio atque procursu istius, hoc est Dunhelmensis, ecclesie = Tract on the origins and progress of this the Church of Durham / Symeon of Durham, Oxford Medieval Texts, Oxford: Clarendon Press, ISBN 978-0-19-820207-3
- Joseph Stevenson (1987), Simeon of Durham: A History of the Kings of England, Faksimile Reprint von 1987, Church Historians of England, Band 3.2 (1858), Lampeter: Llanerch, ISBN 978-0-947992-12-5
- Dorothy Whitelock (Hrsg., 1979), English Historical Documents. [Vol. 1], c. 500–1042, London: Eyre and Spottiswoode, ISBN 978-0-19-520101-7
- Ann Williams, Geoffrey H. Martin (Hrsg., 2003), Domesday Book: A Complete Translation, Alecto Historical Editions (Penguin Classics ed.), London: Penguin Books Ltd, ISBN 978-0-14-143994-5

### Sekundärquellen
- William M. Aird (1998), St Cuthbert and the Normans: The Church of Durham, 1071–1153, Studies in the History of Medieval Religion, Woodbridge: The Boydell Press, ISBN 978-0-85115-615-6, ISSN 0955-2480
- William M. Aird (2004), "Siward, earl of Northumbria (d. 1055), magnate", Oxford Dictionary of National Biography, abgerufen am 28. Juni 2009
- Nick Aitchison (1999), Macbeth: Man and Myth, Stroud: Sutton Publishing, ISBN 978-0-7509-1891-6
- Frank Barlow (1970), Edward the Confessor, London: Eyre & Spottiswoode, ISBN 978-0-413-27830-2
- Robert Bartlett (2000), England Under the Norman and Angevin Kings, 1075–1225, New Oxford History of England, Oxford: Clarendon Press, ISBN 978-0-19-925101-8
- Stephen Baxter (2007), The Earls of Mercia: Lordship and Power in Late Anglo-Saxon England, Oxford: Oxford University Press, ISBN 978-0-19-923098-3
- Timothy Bolton (2009), The Empire of Cnut the Great: Conquest and the Consolidation of Power in Northern Europe in the Early Eleventh Century, in: The Northern World. North Europe and the Baltic c. 400–1700 A.D.: Peoples, Economies and Cultures, Band 40, Leiden: Brill, ISBN 978-90-04-16670-7, ISSN 1569-1462
- Timothy Bolton (2007), Was the Family of Earl Siward and Earl Waltheof a Lost Line of the Ancestors of the Danish Royal Family?, Nottingham Medieval Studies, 51: S. 41–71, ISSN 0078-2122
- Dauvit Broun (2007), Scottish Independence and the Idea of Britain: From the Picts to Alexander III, Edinburgh: Edinburgh University Press, ISBN 978-0-7486-2360-0
- Dauvit Broun (2004), "The Welsh Identity of the Kingdom of Strathclyde, c. 900–c. 1200", The Innes Review, 55 (2): 111–80, doi:10.3366/inr.2004.55.2.111, ISSN 0020-157X
- Tom Cain (1987), "An Introduction to the Rutland Domesday", in Williams, Ann; Erskine, R. W. H. (Hrsg.), The Northamptonshire and Rutland Domesday, Alecto County Edition of Domesday Book, 1, London: Alecto Historical Editions, S. 18–34, ISBN 978-0-948459-39-9
- Eric Christiansen (1980), Saxo Grammaticus Books X–XVI. The Text of the First Edition with Translation and Commentary in Three Volumes. Band 1: Buch X, XI, XII and XIII, BAR International Series 84, Oxford: B. A. R., ISBN 978-0-86054-097-7
- Peter A. Clarke (1994), The English Nobility under Edward the Confessor, Oxford Historical Monographs, Oxford: Clarendon Press, ISBN 978-0-19-820442-8
- David Crouch(1992), The Image of Aristocracy in Britain, 1000–1300, London: Routledge, ISBN 978-0-415-01911-8
- Christopher Daniell (1970), Death and Burial in Medieval England, 1066–1550, London: Routledge, ISBN 978-0-415-11629-9
- Archie M. Duncan (2002), The Kingship of the Scots 842–1292: Succession and Independence, Edinburgh: Edinburgh University Press, ISBN 978-0-7486-1626-8
- Robin Fleming (1991), Kings and Lords in Conquest England, Cambridge Studies in Medieval Life and Thought, 4. Reihe, Band 15, Cambridge: Cambridge University Press, ISBN 978-0-521-39309-6
- Richard Fletcher (2003), Bloodfeud: Murder and Revenge in Anglo-Saxon England, London: Penguin Books, ISBN 978-0-14-028692-2
- Antonia Gransden (1997), Historical Writing in England, 1, c. 550–c.1307, London: Routledge, ISBN 978-0-415-15124-5
- Judith Green (2002), The Aristocracy of Norman England, Cambridge: Cambridge University Press, ISBN 978-0-521-52465-0
- Katharine Holman (2007), The Northern Conquest, Vikings in Britain and Ireland, Oxford, ISBN 978-1-904955-34-4
- William E. Kapelle (1979), The Norman Conquest of the North: The Region and Its Transformation, 1000–1135, London: Croom Helm Ltd, ISBN 978-0-7099-0040-5
- Simon Keynes (2002), An Atlas of Attestations in Anglo-Saxon Charters, c. 670–1066, ASNC Guides, Texts, and Studies, 5, Cambridge: Department of Anglo-Saxon, Norse and Celtic Studies, University of Cambridge, ISBN 978-0-9532697-6-1, ISSN 1475-8520
- Simon Keynes (1994), "Cnut's Earls", in Alexander R. Rumble (Hrsg.), The Reign of Cnut: King of England, Denmark and Norway, London: Leicester University Press, S. 43–88, ISBN 978-0-7185-1455-6
- Michael Kenneth Lawson (1993), Cnut: The Danes in England in the Early Eleventh Century, London: Longman, ISBN 978-0-582-05970-2
- Christopher P. Lewis (1991), "An Introduction to the Lancashire Domesday", in: Ann Williams; R. W. H. Erskine (Hrsg.), The Lancashire Domesday, Alecto County Edition of Domesday Book, 24, London: Alecto Historical Editions, S. 1–41, ISBN 978-0-948459-99-3
- Christopher P. Lewis (2004), "Waltheof, earl of Northumbria (c. 1050–1076), magnate", Oxford Dictionary of National Biography, abgerufen am 28. Juni 2009
- Emma Mason (2004), The House of Godwine: The History of a Dynasty, London: Hambledon and London, ISBN 978-1-85285-389-1
- Christopher J. Morris (1992), Marriage and Murder in eleventh-century Northumbria: a study of ‘De Obsessiones Dunelmi‘, Borthwick Paper No. 82, York: Borthwick Institute of Historical Research, University of York, ISSN 0524-0913
- Axel Olrik (1908–1909), Siward Digri of Northumberland (PDF), Saga-Book of the Viking Club, VI: S. 212–237, ISSN 0305-9219
- Richard Oram (2004), David I : The King Who Made Scotland, Stroud: Tempus, ISBN 978-0-7524-2825-3
- Friedrich Wilhelm Panzer (1910), Studien zur germanischen Sagengeschichte. Band. I Beowulf, (Reprint Wiesbaden: Sändig, 1969 hrsg.), München: Beck
- Charles Phythian-Adams (1996), Land of the Cumbrians: A Study in British Provincial Origins A.D. 400–1120, Aldershot: Scolar Press, ISBN 978-1-85928-327-1
- Christine Rauer (2000), Beowulf and the Dragon: Parallels and Analogues, Cambridge: D. S. Brewer, ISBN 978-0-85991-592-2
- Robert Lindsay Græme Ritchie (1954), The Normans in Scotland, Edinburgh University Publications: History, Philosophy and Economics Nr. 4, Edinburgh: Edinburgh University Press
- David Rollason (2003), Northumbria, 500–1100: Creation and Destruction of a Kingdom, Cambridge: Cambridge University Press, ISBN 978-0-521-04102-7
- Peter Sawyer (1994), Cnut's Scandinavian Empire, in Alexander R. Rumble (Hrsg.), The Reign of Cnut: King of England, Denmark and Norway, London: Leicester University Press, S. 10–22, ISBN 978-0-7185-1455-6
- Forrest S. Scott (1952), Earl Waltheof of Northumbria, Archaeologia Aeliana: The Publications of the Society of Antiquaries of Newcastle Upon Tyne, Fourth Series, XXX: 149–215, ISSN 0261-3417
- Frank Merry Stenton (1971), Anglo-Saxon England (3. Ausgabe), Oxford: Oxford University Press, ISBN 978-0-19-280139-5
- Rodney M. Thomson, (2004), Malmesbury, William of (b. c.1090, d. in or after 1142), historian, man of letters, and Benedictine monk, Oxford Dictionary of National Biography, abgerufen am 28. Juni 2009
- Carl Watkins (1996), The Cult of Earl Waltheof at Crowland, Hagiographica: Rivista di Agiografia e Biografia della Società Internazionale per Lo Studio del Medio Evo Latino, Turnhout, III: S. 95–111, ISSN 1124-1225
- Ann Williams (1986), ‘Cockles amongst the wheat‘: Danes and English in the Western Midlands in the First Half of the Eleventh Century (PDF), Midland History, 11: S. 1–22, doi:10.1179/mdh.1986.11.1.1, ISSN 0047-729X
- Ann Williams (2004), Godwine [Godwin], earl of Wessex, d. 1053, Oxford Dictionary of National Biography, abgerufen am 28. Juni 2009
- Ann Williams (1995), The English and the Norman Conquest, Woodbridge: The Boydell Press, ISBN 978-0-85115-588-3
- Alex Woolf (2007), From Pictland to Alba, 789–1070, The New Edinburgh History of Scotland, Edinburgh: Edinburgh University Press, ISBN 978-0-7486-1234-5
- Cyril Ernest Wright (1939), The Cultivation of Saga in Anglo-Saxon England, Edinburgh: Oliver and Boyd